# ثعبان سمك الموراي
ثعبان سمك الموراي هو جنس من اثني عشر نوعًا من ثعابين البحر الكبيرة في فصيلة الشيقيات .
هذا الجنس شائع في البحر الأبيض المتوسط، وكان يتم معاملته بتقديرٍ كبير من الرومانيين القدماء [بحاجة لمصدر]. حيث يتمثل بوفرة في البحار الاستوائية وشبه الاستوائية، وخاصة في المناطق الصخرية أو على الشعاب المرجانية. وفي الغالبية العظمى منها، تمتد زعنفة طويلة من الرأس على طول الظهر حول الذيل وحتى فتحة الإخراج، ولكن جميعها خالية من الصدرية والزعانف الحوضية. أما الجلد فهو أملس ولا يحتوي على الحراشيف في كثيرٍ من الأنواع المزخرفة بالألوان المشرقة والمتنوعة، بحيث يخطئ الناس في الاعتقاد أن هذه الأسماك عبارة عن ثعابين.
كما يوجد لديها فم واسع وفك قوي ومسلح بأسنانٍ هائلة وحادة بشكلٍ عام والتي تمكن ثعابين سمك الموراي. ليس فقط الاستيلاء على فريستها (التي تتكون أساسًا من أسماكٍ أخرى) ولكن أيضًا إلحاق جروح بالغة، وخطيرة في بعض الأحيان، على أعدائها. فهي تهاجم الأشخاص الذين يقتربون من أماكن الإخفاء الخاصة بها في المياه الضحلة حيث يتم إخافتها من قِبَل الصيادين. على الأقل نوع واحد من مورينا ريتيفيرا  تمتلك فك بلعومي إضافي داخل البلعوم، والذي يكون قابلًا للتحرك ويمكنه التقدم بسرعةٍ للأمام للمساعدة في القبض على الفريسة.

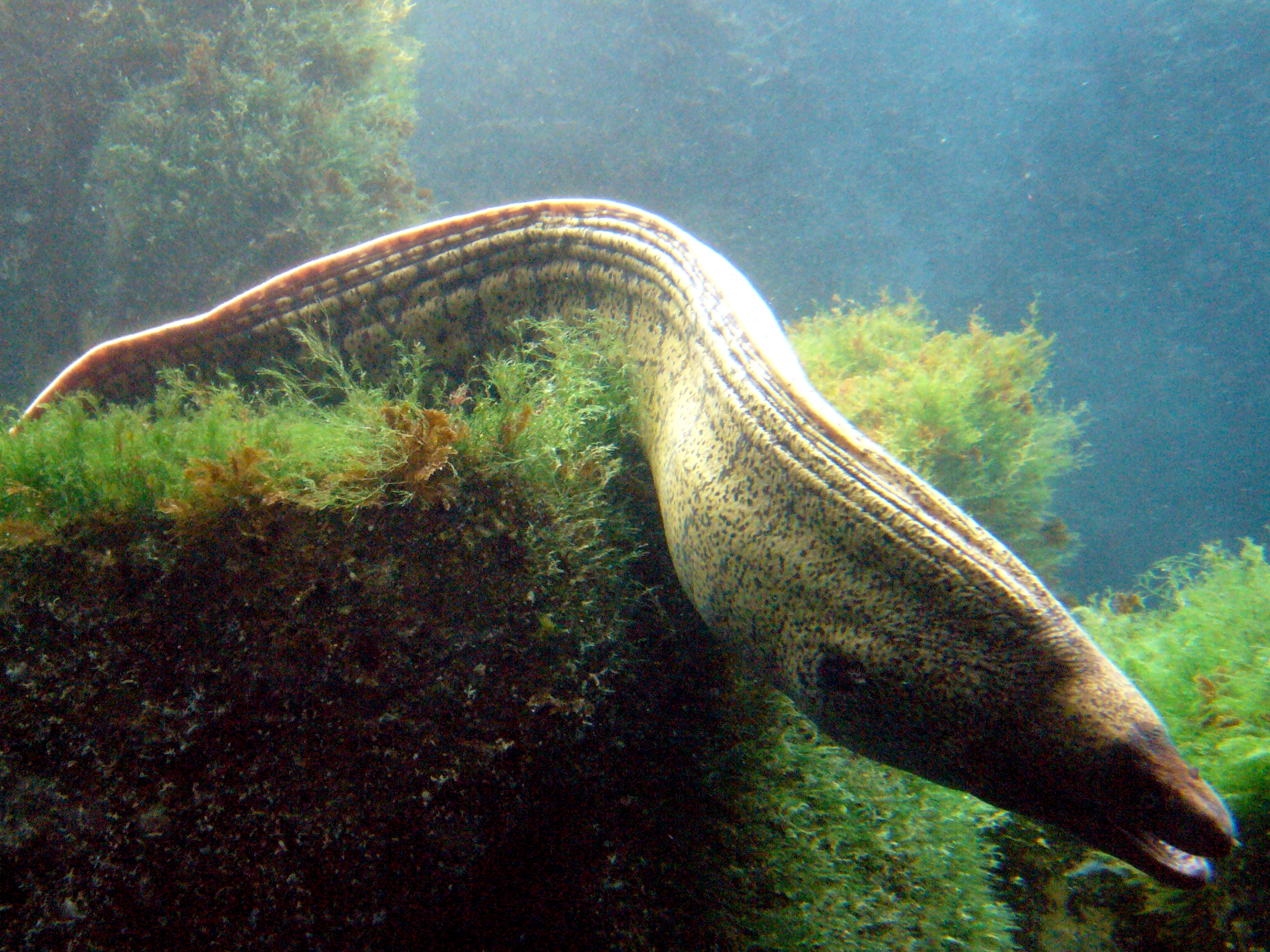
مورينا هيلينا

 يتكون جسمها بشكلٍ عام من اللون البني الغني، مع بقع صفراء كبيرة، كل منها يحتوي على بقع بُنية أصغر.

## الأنواع
- مورينا أبينديكولاتا وهي نوع من ثعابين البحر (جويشنوت, 1848)
- مورينا أرجوس وهى من ثعابين البحر (ستينداشنير, 1870) (الموراي الأبيض-المرقط)
- مورينا أوجوستي ) وهي من ثعابين البحر (كاوب, 1856)
- مورينا أستراليا جيه. ريتشاردسون, 1848
- مورينا كليبسيدرا وهي نوع من ثعابين البحر سي إتش جيلبرت, 1898 كما يُعرف أيضًا باسم موراي (أور جلاس)
- مورينا هيلينا  لينايوس, 1758 (موراي البحر الأبيض المتوسط)
- مورينا لينتيجينوسا وهى نوع من ثعابين البحر جينينس, 1842 (جوهرة موراي)
- مورينا ميلانوتيس  (كاوب, 1860) (موراي الهوني كومب)
- مورينا بافونينا  جيه ريتشاردسون, 1845 (موراي ذات البقعة البيضاء)
- مورينا ريتيفيرا  جوود & تي إتش بين, 1882 (موراي شبكي)
- مورينا روبوستا وهي نوع من ثعابين البحر أوسوريو, 1911 (ستاوت موراي)